# レノックス (戦列艦・初代)
|                          | |
| 艦歴                     | |
| 建造:                    | デットフォード工廠 |
| 進水:                    | 1678年 |
| その後:                  | 1756年防波堤に |
| 性能諸元                 | |
| クラス:                  | 3等戦列艦 |
| 全長:                    | 砲列甲板：151ft 6in (46.2m)                                                                                                  |
| 全幅:                    | 39ft 8in (12.1m) |
| 喫水:                    | 17ft (5.2m) |
| 推進:                    | 帆走（3本マストシップ） |
| 兵装:                    | 各種口径の砲70門 |
| 性能諸元（1701年再建造） | |
| クラス:                  | 3等戦列艦 |
| 全長:                    | 砲列甲板：152ft 7.5in (46.5m)                                                                                                |
| 全幅:                    | 40ft 3.5in (12.3m) |
| 喫水:                    | 17ft 1 in (5.2m) |
| 推進:                    | 帆走（3本マストシップ） |
| 兵装:                    | 各種口径の砲70門 |
| 性能諸元（1723年再建造） | |
| クラス:                  | 1719年規定の3等戦列艦 |
| 全長:                    | 砲列甲板：151ft (46.0m) |
| 全幅:                    | 41ft 6in (12.6m) |
| 喫水:                    | 17ft 4in (5.3m) |
| 推進:                    | 帆走（3本マストシップ） |
| 兵装:                    | 70門： 上砲列：12ポンド（5kg）砲26門 下砲列：24ポンド（11kg）砲26門 後甲板：6ポンド（3kg）砲14門 艦首楼：6ポンド（3kg）砲4門 |

レノックス (HMS Lenox) イギリス海軍の70門3等戦列艦。デットフォード工廠で1678年8月18日に進水した。設計はジョン・シッシュ。
レノックスはデットフォードで1701年に再建造を行った。1721年5月2日には再々建造が発令され、チャタム工廠で1719年の寸法規定に従って工事が行われた。再々進水は1723年9月19日である。
レノックスは1756年に防波堤として沈められるまで現役であった。

## 参加海戦
- バルフルール岬とラ・オーグの海戦
- パッサロ岬の海戦